# Talbot « Minor » Type T4
La Talbot « Minor » Type T4 (connue hors de France comme la Talbot-Lago « Minor » Type T4, pour la différencier des Talbot anglaises, qui n'avaient plus rien à voir) est une automobile de taille moyenne produite par Talbot France entre 1937 et 1940.
Dans le cadre des conventions de l'époque, la voiture aurait aussi pu être appelée « Talbot 13CV », évoquant la taille du moteur, mais le nom n'a pas été retenu, probablement en raison des effets indésirables de la superstition associée au chiffre 13.

## Historique
Dans le cadre de la faillite et de l'éclatement de la société anglo-française Sunbeam-Talbot-Darracq en 1935, la partie française de l'entreprise est achetée par Anthony Lago, un entrepreneur du secteur automobile, né à Venise, qui avait établi une grande partie de sa carrière dans l'industrie automobile au cours des années 1920 en Angleterre. 
Le nom de l'entreprise d'Antony Lago est « Automobiles Talbot-Darracq S.A. », généralement appelée « Talbot-Lago ». Les voitures elles-mêmes sont nommées « Talbot » sur le marché, nom porté par les produits de la société depuis 1922 lorsque le suffixe « -Darracq » a disparu.

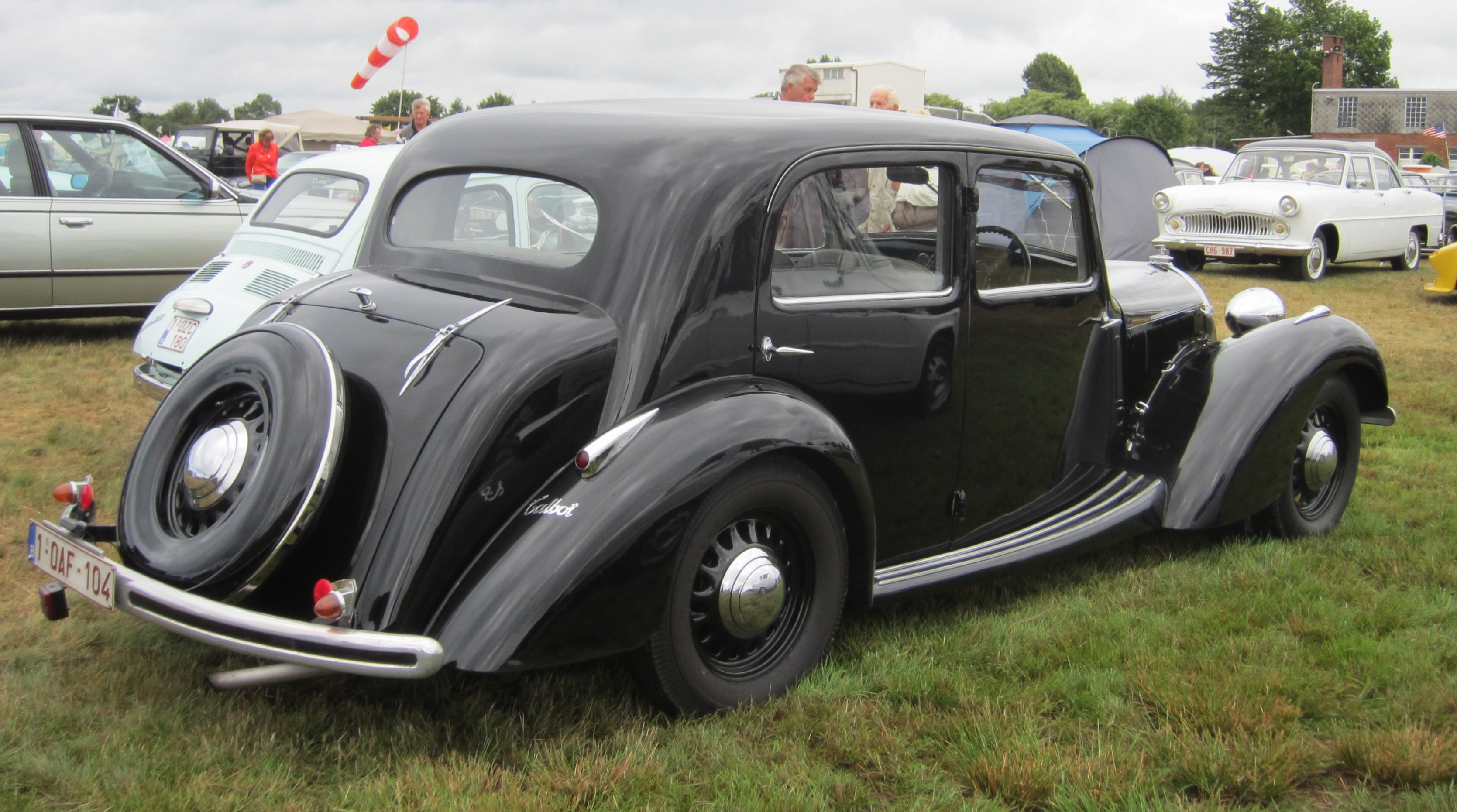
Vue 3/4 arrière.

Bien qu'en 1935, la société poursuivit la construction de modèles Talbot conçus avant la faillite, Antony Lago les remplace rapidement par une gamme de voitures de sport à moteurs six-cylindres, légères, centrée autour de la Talbot Baby et des voitures de tourisme un peu moins sportives, comme la Talbot Major et de la plus petite Talbot Cadette.
La gamme est complétée par des voitures de course et un programme de course automobile ambitieux. Les voitures de tourisme et les voitures de course sont conçues par un camarade italien expatrié nommé Walter Becchia, qui partira chez Citroën en 1939 et jouera un rôle clé dans le développement de la Citroën 2 CV.

## Lancement
Le lancement d'un modèle quatre-cylindres, la Talbot « Minor » de Type T4, au salon automobile de Paris d'octobre 1937 représentait un nouveau départ pour Talbot et une surprise pour les observateurs de l'industrie. Le nouveau modèle a élargi la gamme vers le bas et permet à Talbot de concurrencer les Hotchkiss Type 864 et les Salmson S4.

## Châssis
La voiture hérite du châssis de la berline sportive, la Talbot Baby. Walter Beccia conçut une nouvelle carrosserie en acier à quatre portes qui ressemblait aux grandes six-cylindres Cadette et Major. Pour les clients plus traditionnels qui préféraient choisir eux-mêmes leur propre carrosserie, la Minor pouvait également être livrée comme châssis nu. Le volant et le siège conducteur étaient sur le côté droit de la voiture, suivant une convention presque universelle parmi les constructeurs, vingt ans plus tôt, néanmoins considérée comme ancienne dans les pays où la circulation se fait à droite. Les roues avant sont à suspension indépendante avec un ressort à lames transversal, tandis que l'essieu arrière rigide est suspendu longitudinalement par des ressorts à lames.

## Moteur
Le moteur à quatre cylindres de 2 323 cm3 place la voiture dans la tranche d'imposition des 13 CV. Nourri par des soupapes en tête et par un seul carburateur Stromberg 22, il produit une puissance maximale annoncée de 62 ch (46 kW) à 4 000 tr/min.

## Commercialement
Au lancement, la Minor est proposée au prix de 42 500 francs pour une voiture carrossée par le fabricant en acier. Les châssis nus sont à de 35 000 francs. Une évidente concurrente est l'Hotchkiss Cabourg du Type 864 qui est alors vendue au prix de 39 900 francs (ou 29 500 francs pour un châssis nu). La Hotchkiss, avec sa puissance annoncée de 68 ch (51 kW) à partir d'un moteur de dimensions pratiquement identiques, semble bien plus concurrentielle. Aucune des deux voitures n'était assez petite pour affronter les constructeurs automobiles de masse en termes de ventes à l'unité.
La Talbot Minor sera encore produite plusieurs mois après la déclaration de guerre de septembre 1939, et même après le mois de novembre 1939, Talbot livrait des voitures d'état-major à l'armée française, mais durant le premier semestre 1940, l'usine Talbot de Suresnes est convertie à la production de guerre.